# Roman Szczur
Roman Szczur vel Szumski ps. Urszula oraz Roman Szumski (ur. 15 sierpnia 1910 w kolonii Roszki Udryckie, zm. 23 stycznia 1950 we Wrocławiu) – podoficer KOP, żołnierz ZWZ i Armii Krajowej, członek Zrzeszenia Wolność i Niezawisłość, zamordowany w więzieniu przy ul. Kleczkowskiej we Wrocławiu.

## Życiorys

### Rodzina
Roman Szczur był synem Antoniego i Agaty z domu Socha. Miał dziewięcioro rodzeństwa - czterech braci: Michała (ps. "Ton", żołnierz AK zamordowany przez NKWD, Tadeusza, Józefa (ps. "Goliat" żołnierz zgrupowania "Baszta", który zginął podczas powstania warszawskiego 19 sierpnia 1944) i Edwarda (uczestnik konspiracji, dwa razy więziony na Pawiaku, więzień Auschwitz, Gross Rosen, Buchenwaldu i Mauthausen, prześladowany jako brat "reakcyjnego bandyty") i pięć sióstr: Ewę, Marię, Emilię, Stefanię i Karolinę (łączniczka i sanitariuszka zamojskiego obwodu AK).

### Młodość
Razem z ojcem Antonim pracował w majątku Udrycze-Koniec należącym do hrabiego Tadeusza Zawadzkiego. W 1931 został powołany do wojska i służył w 23 pułku piechoty im. płk Leopolda Lisa-Kuli we Włodzimierzu Wołyńskim. W następnym roku pozostał w szeregach Wojska Polskiego, dostał przydział do Korpusu Ochrony Pogranicza i odbył przeszkolenie w Centralnej Szkole Podoficerów KOP w Osowcu. Po ukończeniu szkolenia we wrześniu 1932 dostał przydział do 8 batalionu KOP w Stołpcach. W następnym roku dostał przydział do 52 pułku piechoty Strzelców Kresowych w Złoczowie. W Złoczowie uczył się również w szkole handlowej.

### Okupacja niemiecka
Brał udział w walkach wrześniowych w szeregach macierzystego 52 pp oraz 12 DP której pułk był podporządkowany. W drugiej połowie września wraz z innymi żołnierzami dostał się do niewoli sowieckiej. W trakcie wywózki na daleki wschód udało mu się uciec i powrócił na Zamojszczyznę. Już w listopadzie 1939 nawiązał kontakt z tworzącą się w Zamościu lokalną konspiracją wojskową. Nawiązał kontakt ze Służbą Zwycięstwu Polski i wraz ze swoim oddziałem, który utworzył zaraz po przybyciu na Zamojszczyznę, wstąpił w jej szeregi. W konspiracji używał nazwiska "Szumski" oraz pseudonimów: "Kalina", "Nadzieja" oraz "Urszula". W 1941 był szefem placówek AK w Starym Zamościu i Nieliszu. Organizował akcje likwidowania niemieckich konfidentów, jak również akcje skierowane przeciwko pododdziałom niemieckim i pomocniczym formacjom ukraińskim stacjonującym w Białobrzegach, Huszczce, Bełżcu, Równem, Sochach i Starym Zamościu.
W czasie akcji wysiedlania Polaków i pacyfikacji Aktion Zamość kierował opieką na rodzinami aresztowanych i udzielał schronienia osobom poszukiwanym przez gestapo. Prowadził kursy podoficerskie dla żołnierzy AK oraz dla sanitariuszek. Za działalność w czasie okupacji niemieckiej władze Państwa Podziemnego nadały mu odznaczenie krzyża walecznego.

### Przeciw komunistom
Po wkroczeniu armii czerwonej na Zamojszczyznę, Roman Szczur pozostał w konspiracji wraz ze swoimi podkomendnymi. W okresie od sierpnia 1944 do wrzesień 1945 był dowódcą placówki AK-DSZ-WiN Stary Zamość w Rejonie "Jaśmin". Przechowywał broń, sprzęt i archiwa oraz utrzymywał łączność w organizacji. Prowadził również baczną obserwację działalności UB i podejmował akcję dywersyjne. 7 października 1944 dokonał uwolnienia 30 aresztowanych (wśród nich byli m.in. Józef Kaczoruk, por. Jan Turowski ps. "Norbert") z więzienia w Zamościu.
W grudniu 1945 został kierownikiem Rejonu "Jaśmin" w Okręgu Lublin WiN. Próbował wprowadzić swoich podwładnych do życia bez konspiracji. Niestety, ci którzy się ujawnili byli najczęściej aresztowani i przechodzili przez ciężkie śledztwo. Roman Szczur postanowił uwolnić swoich podwładnych z więzienia w Zamościu. Akcję uwolnienia więźniów przeprowadzono 8 maja 1946. W jej wyniku uwolnionych zostało 301(według innych źródeł 346) więźniów.
W drugiej połowie czerwca, wobec zagrożenia aresztowaniem, zdał kierownictwo Rejonu WiN i wyjechał na Ziemie Odzyskane. 22 marca 1947 w Warszawie ujawnił swoją działalność w AK i WiN przed komisją amnestyjną działającą przy WUBP w Warszawie. W latach od 1947 do 1948 przebywał w Jeleniej Górze, Lubaniu oraz Nowej Soli, zamieszkał również w Strzyżewicach w powiecie leszczyńskim.
Dochodziły do niego informacje o aresztowaniach wielu jego podkomendnych oraz o ich trudnościach ze znalezieniem pracy i brakiem środków do życia.
Postanowił zdobyć środki finansowe, które miały być przeznaczone na wsparcie dla ukrywających się żołnierzy jak również na pomoc dla rodzin aresztowanych i represjonowanych.
11 marca 1949 w Nowej Soli wraz z dwoma żołnierzami WiN, Marianem Kokociem, Józefem Źrebczukiem, Józefem Olkiem i Stefanem Jankowskim dokonali akcji rekwizycyjnej w  loklanym banku spółdzielczym. Zdobyto w sumie 1 612 240 zł. "Urszula" został aresztowany 28 marca 1949 na stacji kolejowej w Ostrowie Wielkopolskim pod nazwiskiem Roman Szumski. Pokazowy proces odbył się w Nowej Soli, i zapadł wyrok śmierci dla Szczura, Olka i Rydzewskiego, a dla trzech pozostałych wyroki dożywotniego więzienia. Pod koniec września skazanych na śmierć przewieziono do więzienia przy ul. Kleczkowskiej we Wrocławiu. 23 stycznia 1950 o godzinie 19:00 na dziedzińcu wrocławskiego więzienia wykonano wyrok śmierci przez rozstrzelanie. Pochowani zostali w grobie na cmentarzu osobowickim.

## Upamiętnienie
W roku 1989 rodzina dotarła do informacji o domniemanym miejscu pochówku Szczura. W maju 2016 udało się zebrać informacje o szczegółach egzekucji i miejscu jego pochowania. Dzięki staraniom rodziny szczątki Romana Szczura zostały sprowadzone i uroczyście pochowane w Bazylice w Radecznicy. W uroczystościach 4 marca 2021 wzięli udział m.in: przedstawiciel Prezydenta RP i Dyrektor Departamentu Zwierzchnictwa nad Siłami Zbrojnymi BBN gen. dyw. Dariusz Łukowski, I Zastępca Dowódcy Generalnego Rodzajów Sił Zbrojnych gen. broni Jan Śliwka, Wicemarszałek Sejmu RP Małgorzata Gosiewska, Minister Edukacji i Nauki Przemysław Czarnek, Podsekretarz Stanu w Ministerstwie Sprawiedliwości Marcin Romanowski, parlamentarzyści, wiceprezes IPN prof. Krzysztof Szwagrzyk, wicemarszałek województwa lubelskiego Michał Mulawa, Dyrektor Gabinetu Politycznego MON Łukasz Kudlicki, Dyrektor Gabinetu Politycznego Wicepremiera, Ministra Kultury, Dziedzictwa Narodowego i Sportu Kacper Sakowicz, Dyrektor Lubelskiego Oddziału IPN Marcin Krzysztofik, Radny Województwa Lubelskiego Krzysztof Gałaszkiewicz, dowódca 19 Lubelskiej Brygady Zmechanizowanej, płk. Michał Rohde, szef Wojewódzkiego Sztabu Wojskowego w Lublinie płk Jerzy Flis, Dowódca 2 Lubelskiej Brygady Obrony Terytorialnej płk. Tadeusz Nastarowicz, Dyrektor Okręgowy Służby Więziennej w Lublinie płk Dariusz Bernat, Wojskowy Komendant Uzupełnień w Zamościu ppłk Wojciech Witek, Lubelski Komendant Wojewódzki PSP nadbryg. Grzegorz Alinowski, Zastępca Komendanta Wydziału Żandarmerii Wojskowej w Lublinie mjr Wieńczysław Jastrzębski, przedstawiciele duchowieństwa i kombatanci.
Roman Szczur został pośmiertnie mianowany na stopień kapitana i pośmiertnie odznaczony Krzyżem Oficerskim Orderu Odrodzenia Polski.